# Bjurakan
Bjurakan 	(armenisch Բյուրական), andere Umschriften Byurakan, Biurakan, Burakan, ist eine Kleinstadt in der zentralarmenischen Provinz Aragazotn am Südhang des Aragaz. Die wirtschaftliche Entwicklung des Ortes ist mit der Gründung des Bjurakan-Observatoriums 1946 verbunden. In der Ortsmitte steht die gut erhaltene Johanneskirche (Surb Hovhannes), eine Basilika aus dem 10. Jahrhundert, und außerhalb im Osten die Ruine der Artavazik-Kirche, eine kleine Kreuzkuppelkirche aus dem 7. Jahrhundert.

## Lage

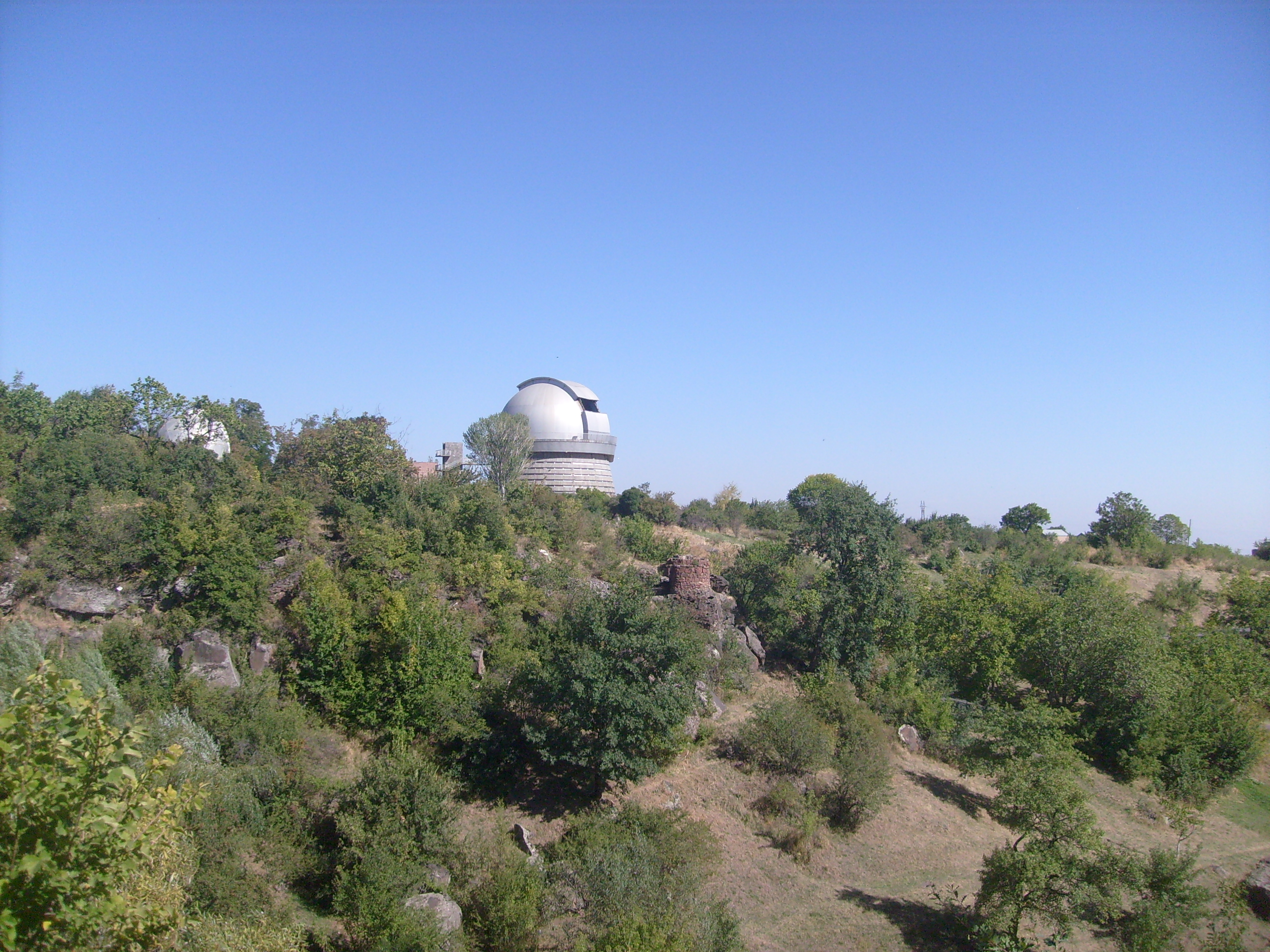
Bjurakan-Observatorium. Gebäude des Hauptteleskops am Ortsrand mit einem für den Südhang des Aragaz typischen Buschwald.

Bjurakan liegt rund 25 Kilometer nordwestlich von Jerewan auf 1438 Metern Höhe an dem mit Waldinseln zwischen Viehweiden bestandenen Südhang des Aragaz, der von der Talebene des Aras bis zu dem mit 4090 Metern höchsten Gipfel des Landes aufsteigt. Mehrere tief eingeschnittene Flusstäler zergliedern nach allen Seiten sternförmig den Berghang und die flachen Ebenen der Umgebung. Der in der Nähe des Gipfels entspringende Amberd fließt in der gleichnamigen Schlucht ins Tal, die über weite Strecken auch zu Fuß nur schwer zu überqueren ist.
Bjurakan ist die erste Siedlung auf der Ostseite der Amberd-Schlucht an der Straße H20, die in Agarak (sieben Kilometer westlich von Aschtarak) von der Schnellstraße M1 in der Ebene abzweigt, nach vier Kilometern durch den Ort führt und am 3200 Meter hoch gelegenen Bergsee Kari Lich endet. Auf halbem Weg zwischen Bjurakan und dem See zweigt von der H20 eine asphaltierte Straße nach Westen ab, die durch die Amberd-Schlucht zur Festungsruine Amberd führt. Die zweite Möglichkeit, am Berg die Schlucht zu überqueren, ist eine steile kurvenreiche Schotterstraße, auf der direkt von Bjurakan das Dorf Orgov und danach Tegher mit dem gleichnamigen Kloster auf der Westseite gegenüber zu erreichen ist.

## Geschichte
An der Stelle der im 7. Jahrhundert gegründeten und in nachfolgenden Jahrhunderten ausgebauten Festung Amberd wurden Siedlungsspuren aus der Frühen Bronzezeit (ab der Mitte des 4. Jahrtausends v. Chr.) und der Urartäischen Zeit (erste Hälfte 1. Jahrtausend v. Chr.) gefunden. Bjurakan war ab der Frühen Bronzezeit in der Nachbarschaft zur Siedlung von Agarak ein befestigter Vorposten für Amberd und im Mittelalter ein Bollwerk zum Schutz der Sommerresidenz der Bagratiden im 10. Jahrhundert und der Pahlavunis, einer armenischen Fürstenfamilie ab dem 11. Jahrhundert. Anfang des 10. Jahrhunderts fand in Bjurakan eine Schlacht zwischen den Arabern und armenischen Fürsten statt, die sich gegen deren Oberherrschaft auflehnten. Ansonsten ist über die Geschichte des Ortes kaum etwas bekannt.
1946 gründete der Astrophysiker Wiktor Hambardsumjan (1908–1996) in Bjurakan ein Observatorium, das unter seiner Leitung zu einem der führenden astrophysikalischen Forschungseinrichtungen wurde. 1951 bis 1955 wurden die ersten Teleskope gebaut, einschließlich eines Cassegrain-Spiegelteleskops. In den 1960er Jahren begannen die Forscher mit einem Programm zur Beobachtung der Galaxien, woraus eine Datensammlung von 20 Millionen Himmelskörpern entstand, die nach bestimmten Kriterien zu Gruppen geordnet wurden. 1997 wurde ein Museum mit der Privatsammlung und der Bibliothek von Hambardsumjan eröffnet.

## Ortsbild
Bei der Volkszählung des Jahres 2001 betrug die offizielle Einwohnerzahl 4312. Nach der amtlichen Statistik lebten im Januar 2012 in Bjurakan 4722 Einwohner. Ein Netz von kurvigen Gassen verbindet die von großen Obstgärten umgebenen, vereinzelt stehenden Wohnhäuser. Das Ortszentrum ist ein Park mit einer hohen gemauerten Brunnenskulptur auf einer Steinplattform an der Durchgangsstraße. Die Basilika liegt einige Meter oberhalb des Parks in einer östlichen Seitenstraße. In dieser Richtung weiter führt eine Straße zur Ruine der Artavazik-Kirche in einem steinigen Gelände am Rand der Schlucht eines Wildbaches am östlichen Ortsrand. Am nördlichen Ortsende ist Bjurakan entlang der H20 mit Antarut (294 Einwohner im Januar 2012) zusammengewachsen. Das Straßendorf Antarut auf der mittleren Höhe von 1524 Metern wurde in der zweiten Hälfte des 19. Jahrhunderts gegründet und hieß bis 1949 Inaklu.
Das Observatorium befindet sich am südlichen Ortsrand. Ein weiteres Teleskop steht wenige Kilometer entfernt auf der Westseite der Amberd-Schlucht im Dorf Orgov nahe Tegher. Beide sind nicht zu verwechseln mit der Forschungsstation für kosmische Strahlung wesentlich höher am Berg beim See Kara Lich. Das Museum in Hambarzumjans Privathaus liegt versteckt in einem weitläufigen Park im Süden in der Nähe des Observatoriums.

### Johanneskirche

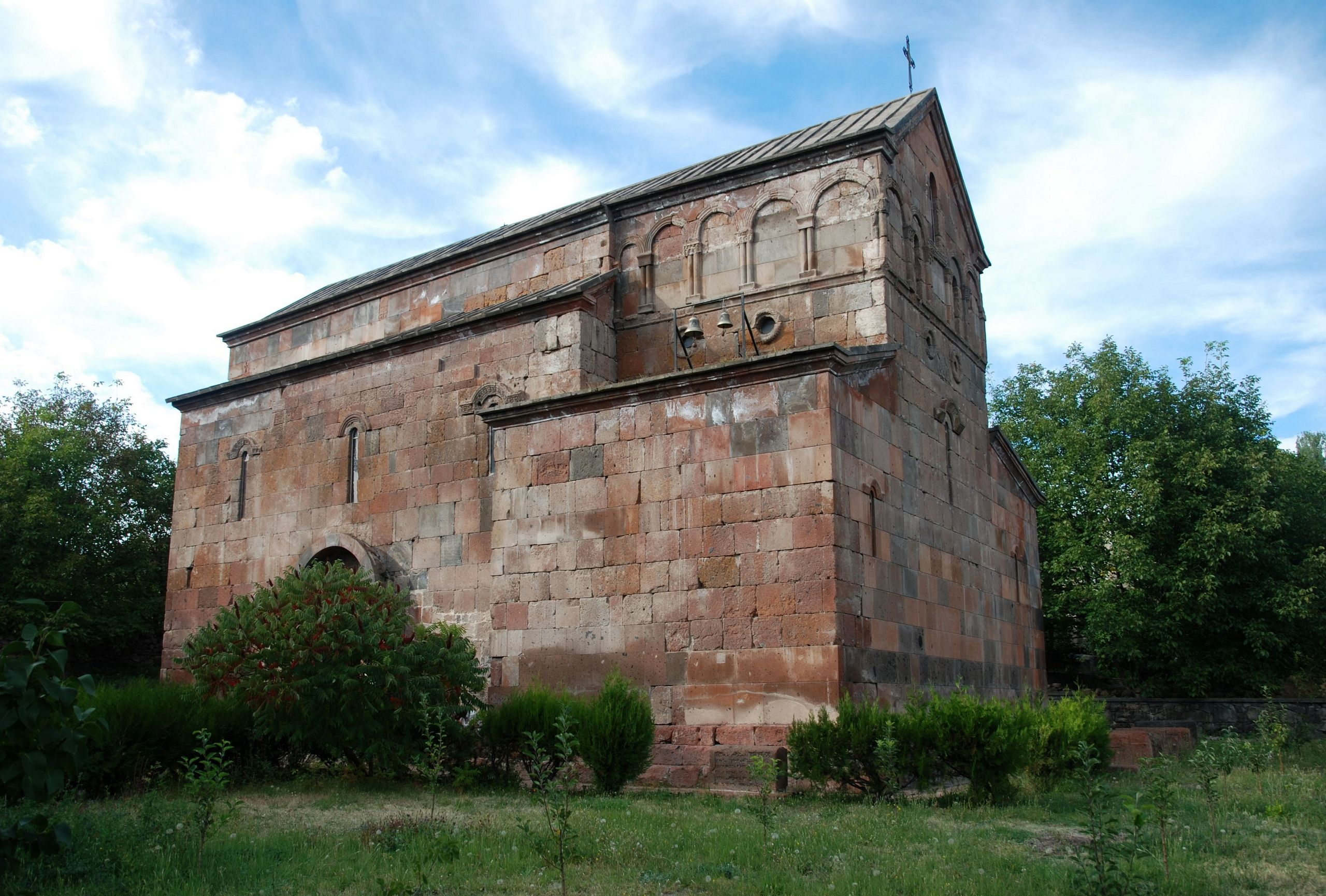
Johanneskirche von Südosten

Die Johanneskirche (Surb Hovhannes) ist eine seltene einschiffige Basilika, deren fensterloser Obergaden wie bei einer armenischen Kuppelhalle (Kathedrale von Arutsch, 7. Jahrhundert oder Hauptkirche des Klosters Marmaschen, 11. Jahrhundert) auf zwei Wandpfeilerpaaren ruht, die von den Längswänden in den etwa 6,5 m breiten Raum ragen. Die Pfeiler sind untereinander entlang der Wände durch Rundbögen verbunden, wodurch anstelle der Seitenschiffe auf jeder Seite drei Nischen gebildet werden. Die Rundbögen tragen das Tonnengewölbe über dem Betsaal; die zwischen Halbsäulen vor den Wandpfeilern eingebauten Gurtbögen verstärken die Längsgliederung des Raums in drei Teile. Im Osten schließt sich das hohe Podium (Bema) des ungewöhnlicherweise rechteckigen Altarraums an. Dessen Breite entspricht etwa der lichten Weite des Kirchenschiffs zwischen den Wandpfeilern. Treppenstufen an beiden Seiten führen auf das Bema hinauf. Die ebenfalls rechteckigen Nebenräume im Osten befinden sich auf dem Bodenniveau des Betsaals und sind durch Eingänge von den seitlichen Nischen erreichbar. Drei schmale Rundbogenfenster in den Längswänden, zwei ebenso große Fenster übereinander in der Ostwand sowie zwei kleinere Fenster dort und in der Westwand erhellen den Raum. Hinzu kommen jeweils zwei kreisrunde Fenster an den drei Wandseiten hoch über dem Altar und ein weiteres im Westgiebel.
Zur besonderen Mischform zwischen Saalkirche und Basilika kommt eine ebenso bemerkenswerte Gestaltung der äußeren Längsseiten. Die östlichen Nebenräume sind niedriger als die Dächer über den Nischen des Kirchenschiffs und ragen seitlich über den Hauptbau hinaus, sodass sich ein T-förmiger Grundplan ergibt. Die Fassadengestaltung ist ebenfalls unterschiedlich. Im Westen entsprechen die Längsfassaden dem klassischen früharmenischen Muster mit hufeisenförmigen Ornamentfriesen über den Fenstern, lediglich der rundbogige Portalvorbau um den Haupteingang an der Südfassade stellt eine eigenwillige Neuschöpfung dar. Der höhere Wandbereich des östlichen Obergadens wird durch profilierte Rundbögen über doppelten Halbsäulen strukturiert, die auf Vorbilder an römischen Tempeln verweisen. Aus der vorchristlichen Bautradition stammt auch der breite dreistufige Sockel. Die mit Quadern aus rosa Tuffstein gemauerten Wände gehören offensichtlich unterschiedlichen Bauphasen an, die bis ins 5. Jahrhundert zurückreichen könnten. Die Kirche ist sorgfältig restauriert und wird für Gottesdienste genutzt. Im Park um die Kirche stehen einige alte Chatschkare.

### Artavazik-Kirche

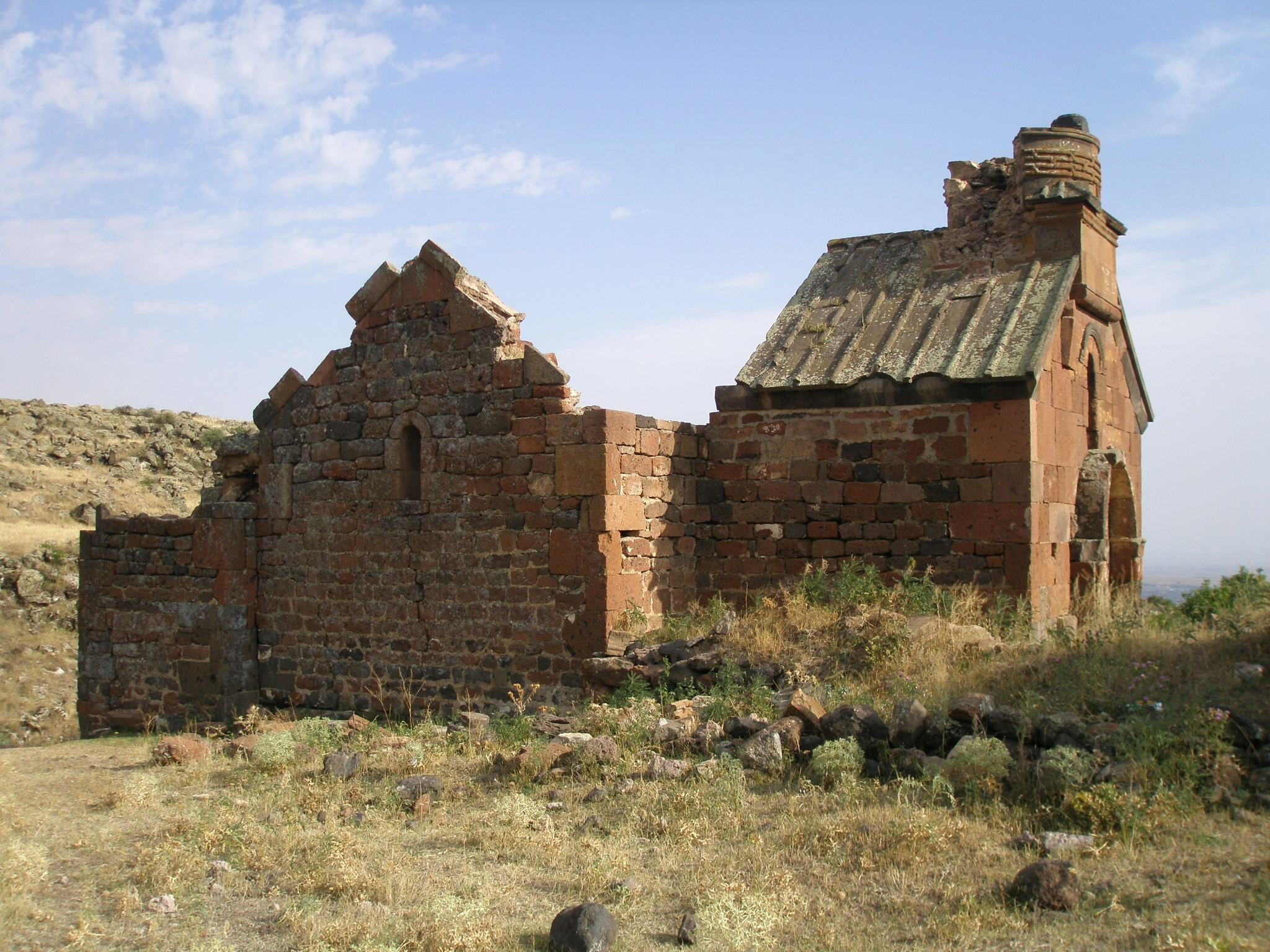
Nordseite der Artavazik-Kirche. Links die später angebaute Kapelle. Aufnahme von 2009 ohne Glockenturm

Die Ruine der Artavazik-Kirche soll ihren Namen von einem damaligen armenischen Herrscher erhalten haben, der vermutlich als Stifter auftrat. Eine Stifterinschrift ist nicht bekannt. Das einst elegante Gebäude verkörpert eine für das 7. Jahrhundert typische, nicht ummantelte Kreuzkuppelkirche mit Monokonchos, also einen Zentralbautyp, bei dem drei Kreuzarme innen rechteckig und die östliche Altarapsis halbkreisförmig ausgebildet sind und die Außenwände einen kreuzförmigen Grundriss bilden. In diesem Fall stand einem U-förmigen Altarraum ein verlängerter westlicher Arm gegenüber. Das Gebäude misst außen 13,5 × 10,5 Meter und innen 11,0 × 8 Meter. Anhand von Stiluntersuchungen wird es in die zweite Hälfte des 7. Jahrhunderts datiert.
Die am besten erhaltene Vertreter dieses Typus, bei denen die Last des von einer Kuppel überdeckten zentralen Tambours über die Innenecken der Wände abgetragen wird, stellen Lmbatavank und die Kamrawor-Kirche von Aschtarak dar. Sie sind verwandt mit Trikonchenanlagen wie der kleinen Muttergotteskirche (Surb Astvatsatsin) in Talin. Die kleinen Kreuzkuppelkirchen des 7. Jahrhunderts dienten üblicherweise als Grabkapellen und gehörten zu einem Friedhof, die meisten sind jedoch verschwunden oder nur noch als Ruinen erhalten.
Die Gurtbögen zwischen den Innenecken der Wände bildeten eine quadratische Grundform, von der fächerförmige Trompen anstatt der später verwendeten Pendentifs zum innen kreisrunden Querschnitt der Kuppel überleiteten. Im Nordosten wurde später eine Kapelle mit einer rechteckigen Kammer und einer kleinen Rundapsis angebaut, deren Außenwände etwas über den Hauptbau hinausragen. Der Zugang erfolgte vom nördlichen Seitenarm. Eine solche Erweiterung geht in Richtung der teilummantelten Kreuzkuppelkirchen, bei denen wie bei der Stephanuskirche in Kosch aus dem 7. Jahrhundert auf beiden Seiten der Apsis Nebenräume angebaut sind.
Im Tympanon über dem Türsturz der Kapelle blieb die Wandmalerei einer Madonna mit Kind in blauer Farbe erhalten. Im 13. Jahrhundert wurde auf dem First über dem Westgiebel ein runder Glockenturm errichtet, dessen Kegeldach von vier schlanken Säulen getragen wurde. Um 2005 stürzte der Glockenturm bei einem Blitzeinschlag ein. Erhalten blieben der Westgiebel, etwa zwei Meter der angrenzenden Südwand, der größte Teil der Nordwand und ein Rest der Ostkonche. Genau in der Flucht mit der Kirche steht gegenüber auf der Ostseite der kleinen Felsschlucht ein riesiger Chatschkar, der zur selben Zeit wie der Glockenturm aufgestellt wurde.